# Échecs par correspondance

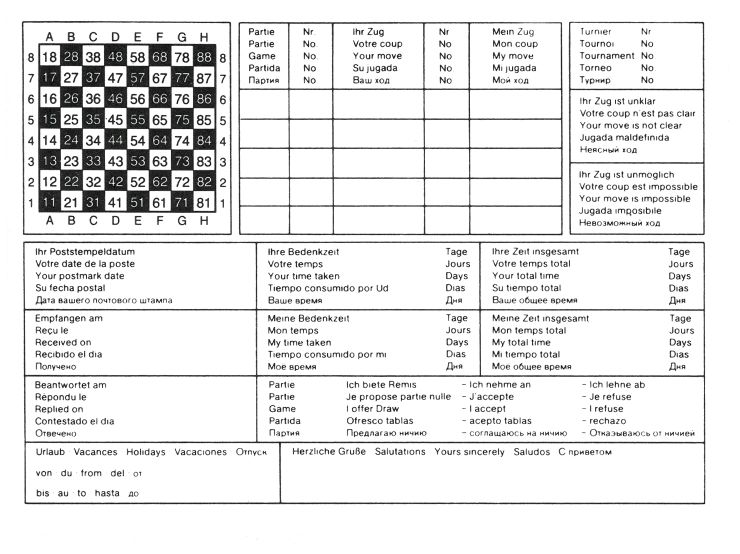
Carte postale pour une partie internationale d'échecs par correspondance

Le jeu d'échecs par correspondance est une variante du jeu d'échecs jouée à l'aide de divers types de communication à longue distance, le plus souvent à travers l'utilisation d'un serveur spécialisé, l'échange de mails ou de courriers traditionnels ; des fax ou des pigeons voyageurs peuvent aussi – bien qu'ils soient plus rares – être utilisés. Les échecs par correspondance sont à opposer aux échecs sur plateau, où les coups se succèdent (quasi-)immédiatement, et opposant des joueurs assis face à face devant un échiquier.
Les échecs par correspondance permettent à des personnes ou à des clubs éloignés les uns des autres de s'affronter sans avoir besoin de se réunir. Mais ce jeu à distance n'est qu'un des nombreux charmes des échecs par correspondance,. La durée d'une partie jouée par correspondance varie selon le moyen de communication employé : alors qu'une partie jouée par mail ou via un serveur s'étend en général sur quelques jours, semaines, voire mois, si des courriers internationaux doivent être envoyés, la partie peut durer des années.

## Structure des échecs par correspondance
Les échecs par correspondance diffèrent à plusieurs égards du jeu d'échecs traditionnel. Dans la pratique de ces derniers, les joueurs jouent une partie à la fois (sauf pour les parties simultanées) ; en ce qui concerne les échecs par correspondance, les joueurs jouent souvent plusieurs parties à la fois. Les parties de tournoi sont jouées simultanément, et certains joueurs peuvent jouer des centaines de parties en même temps.
Les limites de temps pour les parties d'échecs par correspondance sont généralement de 30 à 60 jours pour dix coups (auxquels il faut ajouter le temps de transmission des coups), parfois d'un jour par coup dans certains championnats. Ce délai permet des réflexions beaucoup plus poussées, ce qui implique que les bourdes sont beaucoup plus rares. Certains types d'aide, comprenant les livres, des bases de données d'échecs et des programmes spécialisés, sont souvent autorisés. Les livres et les bases de données ne sont que très rarement interdites, mais les avis sont partagés concernant l'utilisation de programmes d'échecs.

## L'aide de l'informatique
L'arrivée des ordinateurs a profondément changé l'essence des échecs par correspondance ; en effet, alors que les connaissances personnelles et les qualités d'analyse des joueurs étaient mises à l'épreuve, il suffit maintenant de maîtriser les programmes spécialisés pour pratiquer les échecs par correspondance à un haut niveau. Ces programmes, qui ne devraient être qu'une aide au joueur, présentent une accessibilité (indépendante de toute connaissance relative aux échecs) et une performance qui a pour effet de rapprocher excessivement le niveau des novices de celui des plus avertis. Cependant, l'utilisation d'une telle aide n'est pas toujours autorisée, et ce, que la partie soit officielle ou pas, il n'y a pas encore de consensus concernant l'acceptation de cette pratique. Toutefois le congrès ICCF de Cracovie 2013 a admis qu'une fin de partie pouvait être jugée par les tablebases 6 pièces, qu'aucun joueur d'échecs ne peut avoir totalement en tête, mais qu'en revanche, tant les ordinateurs locaux que les serveurs éloignés, possèdent. On se rapproche bien de l'acceptation pure et simple de l'outil informatique dans toutes ses composantes. Le paradoxe du JPC actuel c'est que le joueur qui consulte sur son ordinateur personnel un ou plusieurs moteurs d'analyse, en parallèle, en aval ou en amont de sa réflexion propre, est toujours l'objet de certains soupçons, tandis que lorsqu'il consulte un ordinateur géant sur une position à 6 pièces, pour abandonner, proposer la nulle ou tenter de gagner, il est parfaitement dans la légalité. L'usage de l'ordinateur est bel et bien admis officiellement dans ces fins de partie reconnues par les bases Nalimov. Et que dire de l'ordinateur Lomonosov qui délivre des lignes optimales à 7 pièces c'est-à-dire encore plus tôt dans la partie ? Il est reconnu par l'ICCF depuis le 1/1/2020 puisqu'on peut revendiquer le gain à partir des tablebases à 7 pièces.

## Corps de contrôle des échecs par correspondance
Les tournois d'échecs par correspondance sont généralement joués sous les auspices d'un corps de contrôle, souvent l'International Correspondence Chess Federation (ICCF, en français Fédération internationale d'échecs par correspondance), qui est affiliée à la FIDE, organisation internationale des échecs en général. Cependant, l'ICCF, qui organise des parties par mail et par système postal, n'est pas le seul organisme impliqué dans les échecs par correspondance. De nombreuses organisations régionales et nationales d'échecs par système postal existent, mais on peut aussi en trouver qui, comme l'IECG, FICGS (organisant aussi un championnat du monde), ou encore l'IECC, proposent gratuitement la coordination de parties par mail. L'ICCF est la seule à être certifiée par la FIDE, et décerne les titres de maître international, de maître international senior, et de grand maître international d'échecs par correspondance, qui sont les équivalents des titres décernés par la FIDE à des joueurs sur plateau. Tous les titres et classements décernés par la première sont reconnus par la seconde. L'ICCF organise aussi les Championnats du monde d'échecs par correspondance. Mais dans la mesure où ces événements peuvent durer très longtemps, ils peuvent se chevaucher ; par exemple, Joop van Oosterom fut en 2008 déclaré vainqueur de la vingt et unième édition (qui commença en 2005) alors que le vainqueur de la vingtième édition (qui débuta en 2004) a été proclamé en 2011.
Jusqu'en 2004, l'ICCF utilisait uniquement les mails et le système postal pour transmettre les coups des parties. Pour jouer ainsi, l'organisme développa sa propre notation, connue sous le nom de notation internationale (qui porte en anglais le nom de l'ICCF).
Ces dernières années, l'utilisation de programmes d'échecs de plus en plus puissants a fait naître des défis inédits pour des organisations comme l'ICCF et la Fédération d'échecs des États-Unis, nécessitant parfois des décisions controversées concernant l'admissibilité de tels programmes lors de parties officielles par correspondance. De plus, le développement d'Internet a apporté de nouvelles possibilités de jouer par correspondance, sans être forcément contrôlé par des organismes officiels. 
Que la partie se déroule via Internet ou par l'intermédiaire d'un système postal, jouant même en dehors de toute compétition, les joueurs peuvent décider de ne pas utiliser d'aide informatique, parce qu’ils jouent avant tout pour le plaisir. En aucun cas, cela ne mène à des classements officiels, même si certains serveurs d'échecs peuvent se baser sur les résultats des parties qu'ils ont hébergées pour établir des classements entre les joueurs.

## Types d'échecs par correspondance
Il faut ajouter aux serveurs spécialisés, dont les plus fréquentés rivalisent en taille et en popularité avec les serveurs de blitz, trois principaux types d'échecs par correspondance.

### Viaun serveur spécialisé
Les serveurs d'échecs par correspondance mettent souvent à disposition une base de données ainsi qu'une interface permettant d'enregistrer les coups sur celle-ci. Cela crée la possibilité d'user de n'importe quel mode de transmission, du moment que les mouvements sont suivis par la base de données.
Les coûts de l'usage des serveurs varient ; alors que la plupart proposent un paiement annuel, qui permet aux joueurs de jouer autant de parties et de tournois qu'ils le souhaitent, d'autres préfèrent accorder gratuitement le statut de membre, mais réserver certains privilèges aux membres contribuant financièrement.
Tant que les parties ne sont pas officielles, les serveurs autorisent souvent l'usage de surnoms, et ont un système de notation en temps réel qui actualise après chaque partie la note des joueurs ; ils proposent de plus en plus des services comme l'accès à des bases de données en ligne, la formation d'équipes, la mise à disposition d'une page personnelle pour l'utilisateur, des forums, etc. Au contraire, généralement, les serveurs plus traditionnels font payer l’inscription à chaque tournoi, et obligent le joueur à utiliser son vrai nom, ce qui est malheureusement parfois l'occasion d'usurpations d'identités (cela souligne l'importance du corps de contrôle).

### Par téléphone mobile
L'avènement des smartphones (iPhone d'Apple, téléphones BlackBerry ou Android...) a entraîné la création d'une profusion d'applications consacrées au jeu d'échecs, et aux échecs par correspondance. Généralement, les coups sont transmis, à l'aide du Wi-Fi, du GPRS, de la 3G et parfois de SMS, à un serveur qui centralise les parties.

### Par mail
Des organisations comme l'International E-mail Chess Club (IECC, en français Club international d'échecs par mail) sont spécialisées dans la coordination de parties par mail.
Le jeu par e-mail est cependant en perte de vitesse à cause de problèmes liés aux virus par e-mail, à des utilisateurs se plaignant de ne pas recevoir les coups, etc.,  si bien qu'il est maintenant presque totalement remplacé par des serveurs d'échecs par correspondance.

### Par courrier
Il existe des organisations nationales et régionales dédiées aux échecs par correspondances pour lesquels les coups sont transmis entre les joueurs via un système postal. Par exemple, l'ICCF et les organisations locales et nationales qui lui sont affiliées organisent souvent des parties et tournois joués via système postal. D'autres exemples nous sont fournis par la Correspondence Chess League of America (CCLA, en français Ligue d'échecs par correspondance d'Amérique), ou encore par la Fédération américaine des échecs (United States Chess Federation, ou USCF).
Les organisations de jeu d'échecs par courrier traditionnel comme l'ICCF, la CCLA et l'USCF ont cependant ajouté pour les joueurs la possibilité de jouer par mail ou via un serveur.
D'une façon plus générale, le jeu d'échecs par correspondance postale tend à être remplacé par le jeu par courrier électronique (mail) ou via un serveur, la transmission étant moins coûteuse (voire pas du tout pour les mails) et instantanée. On ne peut cependant nier qu'il reste des inconditionnels du courrier traditionnel.

## Joueurs d'échecs à la pendule qui pratiquent aussi les échecs par correspondance
Même si les meilleurs joueurs d'échecs par correspondance sont aujourd'hui les spécialistes de cette variante, un grand nombre de joueurs d'échecs à la pendule l'ont déjà pratiqué.
|                                           | Championne du Monde (à la pendule) | Grands maîtres internationaux (à la pendule) | Maîtres internationaux (à la pendule) | Maîtres internationaux (à la pendule) | Maîtres FIDE (à la pendule) |
| Champion(ne)s du monde par correspondance | Olga Roubtsova                     | Albéric O'Kelly de Galway, Viatcheslav Ragozine | Hans Berliner, Ivar Bern Jakov Estrine, | Mikhaïl Oumanski Cecil Purdy | Friedrich Baumbach Jørn Sloth Gert Jan Timmerman |
| Grands maîtres par correspondance         |                                    | Ulf Andersson, László Bárczay, Igor Bondarevski, Aïvars Gipslis, Curt Hansen, Jonny Hector, Jānis Klovāns Rafael Leitão Vassili Malinine Nikolaj Ninov Lothar Schmid, Duncan Suttles Mikhaïl Tseitline      | Olaf Barda, Joseph Boey, Hans Bouwmeester Roman Chytilek Piotr Doubinine Kenneth Frey Dirk Daniel van Geet Dmitry Godes Leon Gostiša Virginijus Grabliauskas Hans-Ulrich Grünberg Jean Hébert Mikhaïl Ioudovitch, Abram Khassine Colin McNab | Csaba Meleghegyi Dieter Mohrlok, Oleg Moïsseïev Nigel Povah Richard Polaczek, Nikolaï Papenine, Jonathan Penrose, Olita Rause (MI et GMF) Luís Santos Wolfram Schön Bent Sørensen Ryszard Skrobek Béla Tóth, Arne Vinje Simon Webb | Andreas Bachmann Jonathan Berry Peter Clarke Marc Geenen Gottardo Gottardi Peter Hertel Martin Kreuzer Donatas Lapienis Karl-Heinz Maeder Boris Roumiantsev Matthias Rüfenacht Juhani Sorri Maurizio Tirabassi Itzhak Veinger |
| Maîtres internationaux par correspondance |                                    | Ralf Åkesson Algimantas Butnorius Rune Djurhuus Hans-Joachim Hecht Aleksandr Konstantinopolski Zigurds Lanka Vladas Mikėnas Jacob Murey Igor-Alexandre Nataf Igors Rausis Arkadi Rotstein Aleksandr Tolouch | C. H. O'D. Alexander Lothar Arnold Algirdas Bandza Fedor Bogatyrtchouk Nikolaj Borge Martin Christoffel Virginijus Dambrauskas Folke Ekström Stefan Fazekas Nikolaos Gavrilakis Eirik Gullaksen Ervin Haág                                   | Hermann Knoll Berthold Koch Ular Lauk Marek Matlak Josef Nun Kaarle Ojanen Giorgio Porreca Sergueï Salov Norbert Sommerbauer Zvonko Vranesic Guy West                                                                              | Stephen Boyd João Cordovil Egon Ditt Norbert Gallinnis Richard Goldenberg Aarne Hermlin Bragi Kristjánsson Mark Oussatchi Natalia Parés Vives Edgar Walther Patrice Verdier                                                   |

Paul Keres, un Estonien, parfois considéré comme le meilleur joueur de tous les temps à ne jamais devenir champion du monde, joua énormément par correspondance, car il avait du mal à trouver dans son pays d'origine des adversaires d'un niveau un tant soit peu comparable au sien.
Les champions du monde Alexandre Alekhine (dans sa jeunesse) et Max Euwe jouaient aussi par correspondance. Ulf Andersson a atteint un très haut classement tant à la pendule (dans le Top-100 de la FIDE jusqu'en juin 2002) que par correspondance (systématiquement classé deuxième par l'ICCF).